# Oresbius dorsator
Oresbius dorsator är en stekelart som först beskrevs av William Harris Ashmead 1902.  Oresbius dorsator ingår i släktet Oresbius och familjen brokparasitsteklar. Inga underarter finns listade i Catalogue of Life.